# Aşağı Buzqov
Aşağı Buzqov è un comune dell'Azerbaigian situato nel distretto di Babək.